# تشانغ لو (مخرج)
تشانغ لو (بالصينية: 张律) (هانغل: 장률) هو كاتب سيناريو ومنتج أفلام ومخرج كوري الجنوبي وصيني، ولد في 30 مايو 1962 في جيلين في الصين.

## وصلات خارجية
- تشانغ لو على موقع IMDb (الإنجليزية)
- تشانغ لو على موقع ألو سيني (الفرنسية)
- تشانغ لو على موقع أول موفي (الإنجليزية)
- تشانغ لو على موقع أول موفي (الإنجليزية)
- تشانغ لو على موقع قاعدة بيانات الفيلم (الإنجليزية)
- تشانغ لو على موقع كينوبويسك (الروسية)
- تشانغ لو على موقع كينوبويسك (الروسية)